# Ecclisomyia bilera
Ecclisomyia bilera är en nattsländeart som beskrevs av Donald G. Denning 1951. Ecclisomyia bilera ingår i släktet Ecclisomyia och familjen husmasknattsländor. Inga underarter finns listade i Catalogue of Life.